# اسلام‌آباد (بزی)
اسلام‌آباد، روستایی در دهستان بزی بخش مرکزی شهرستان نیمروز در استان سیستان و بلوچستان ایران است.

## جمعیت
بر پایه سرشماری عمومی نفوس و مسکن در سال ۱۳۹۵، جمعیت این روستا برابر با ۴۷ نفر (۱۵ خانوار) بوده‌است.